# One Man Band (canción)
«One Man Band» es una canción compuesta por Leo Sayer y David Courtney, e interpretada originalmente por el músico Roger Daltrey en su álbum de estudio Daltrey. La versión más conocida de la canción es una grabación por el propio Sayer. Se publicó en junio de 1974 como el sencillo principal de su álbum Just a Boy.

## Recepción de la crítica
Un escritor no especificado de Record World comentó que: “El arlequín británico cantante finalmente aparece con su propia versión de la melodía que mejor personifica su atractivo en el escenario”. Billboard describió «One Man Band» como “una canción bastante sencilla pero extremadamente pegadiza, que podría ser el tema de la radio durante todo el verano”.

## Lista de canciones
Todas las canciones escritas y compuestas por Leo Sayer y David Courtney.
1. «One Man Band» – 3:35
2. «Drop Back» – 3:29

## Posicionamiento

### Gráfica semanal
| Gráfica (1974–75)                  | Pico de posición |
| ---------------------------------- | ---------------- |
| Alemania (Offizielle Top 100)      | 12               |
| Australia (Kent Music Report)      | 38               |
| Estados Unidos (Billboard Hot 100) | 96               |
| Irlanda (Irish Singles Chart)      | 5                |
| Sudáfrica (Springbok Radio)        | 15               |
| Reino Unido (UK Singles Chart)     | 6                |

### Gráfica de fin de año
| Gráfica (1974)                | Pico de posición |
| ----------------------------- | ---------------- |
| Australia (Kent Music Report) | 141              |